# Movilele Dese din Istria
Movilele Dese din Istria este un sit arheologic aflat pe teritoriul satului Istria, comuna Istria. În Repertoriul Arheologic Național, monumentul apare cu codul 62039.09.
Ansamblul este format din două monumente:
- Necropolă tumulară (cod LMI CT-I-m-A-02682.01)
- Necropolă tumulară (cod LMI CT-I-m-A-02682.02)